# Carte Navigo
Pour les articles homonymes, voir Calypso (homonymie).
Pour un article plus général, voir Tarification des transports en commun d'Île-de-France.
 (janvier 2022).
Si vous disposez d'ouvrages ou d'articles de référence ou si vous connaissez des sites web de qualité traitant du thème abordé ici, merci de compléter l'article en donnant les références utiles à sa vérifiabilité et en les liant à la section « Notes et références ».
Une carte Navigo (ou passe Navigo) est une carte à puce sans contact, utilisant la technologie NFC qui a succédé à la Radio-identification, afin de servir de support pour certains forfaits d'abonnement utilisables dans les transports en Île-de-France sur les réseaux RATP, SNCF, opérateurs membres de l'Optile, Vélib' Métropole, Véligo et anciennement Autolib' (Paris). Sa mise en œuvre est supervisée par Île-de-France Mobilités, propriétaire de la marque.
Elle a remplacé le précédent dispositif basé sur un ticket cartonné (carte Orange et carte Intégrale notamment) et constitue une première étape dans la suppression du support physique des titres de transport. L'étape suivante est le titre dématérialisé, comme à Londres (par exemple), qui permet le paiement par smartphone ou par carte bancaire sans contact.
Le présent article traite de la carte Navigo sur le plan technique. La tarification en elle-même est plus détaillée sur l'article : « Tarification des transports en commun d'Île-de-France ».

## Histoire

### Le projet
Le passe Navigo est né en 1994 d'un partenariat entre la RATP, la SNCF (Transilien) et le groupe Innovatron (propriété de Roland Moreno, connu pour être le père de la carte à puce). Le développement de ce nouveau badge a donné lieu au dépôt de plusieurs brevets dans le domaine de la technologie « sans contact ».
Par la suite, la RATP et la SNCF ont poursuivi le développement de ce badge. La société Innovatron, quant à elle, commercialise à l'intention des sociétés intéressées les licences d'utilisation de la technologie « sans contact » développée pour Navigo.
Le but, pour la RATP, était de se débarrasser des péages magnétiques devenus une source de coûts récurrents.
Depuis 1998, la RATP, la SNCF et OPTILE étudient un système de carte sans contact permettant aux usagers d’accéder au réseau plus rapidement en passant le badge muni d’une puce au-dessus de l’appareil de contrôle, système qui est déjà opérationnel dans plusieurs villes de France, comme Valence.

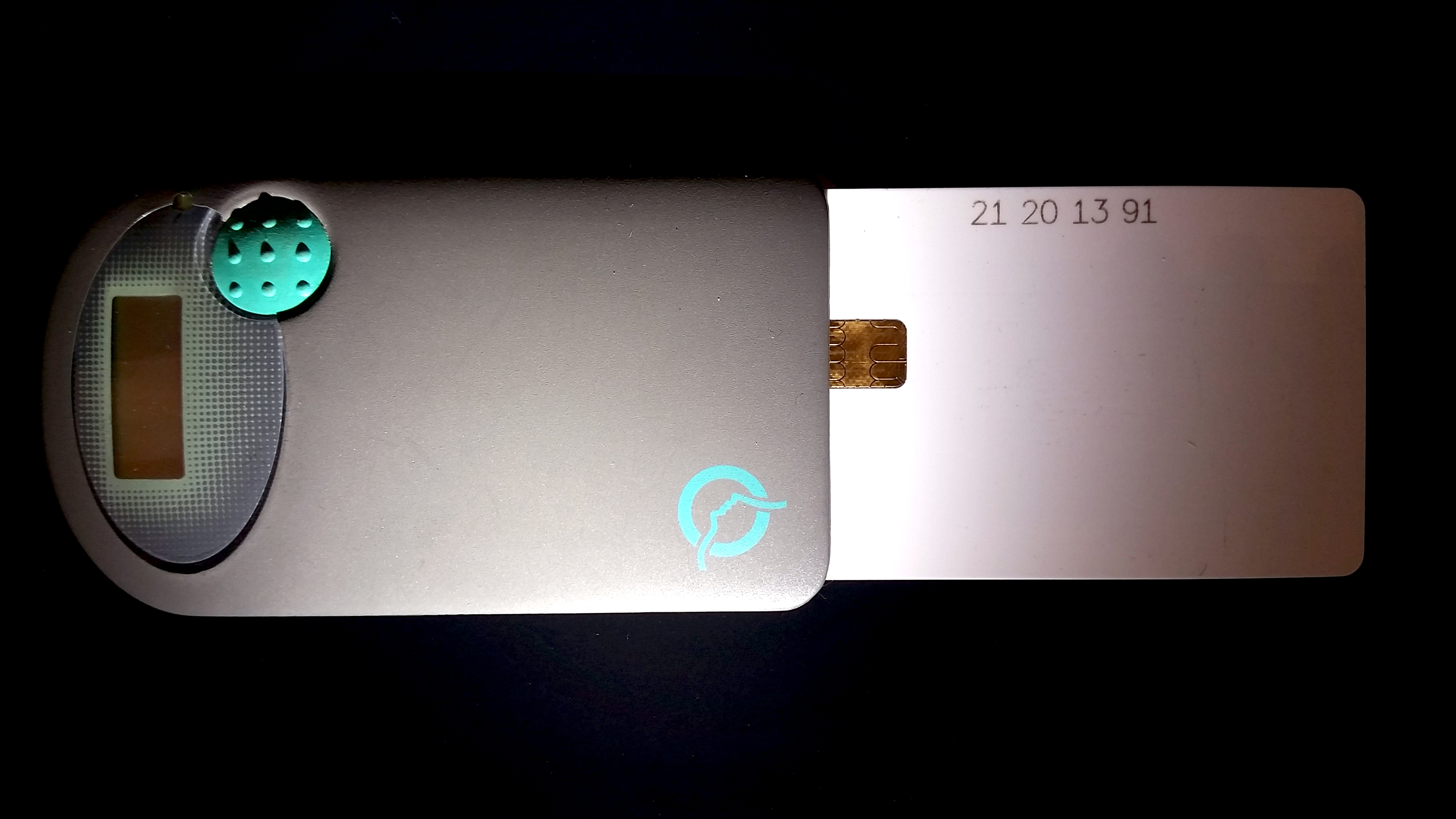
Un des prototypes du badge Navigo, lors de son développement par la société Innovatron.

Les premières expérimentations ont été menées en 1998 par la RATP avec un prototype appelé « Francile », qui était composé d'une carte à puce accompagnée d'un boîtier contenant l'antenne permettant la lecture de la carte par les valideurs équipés à l'époque de cibles elliptiques. L'expérimentation était limitée à un nombre réduit d'usagers (principalement des salariés de la RATP), sur un nombre limité de points de passage, en particulier la gare de Lyon, à côté de laquelle se situe le siège de la RATP.

### Mise en place

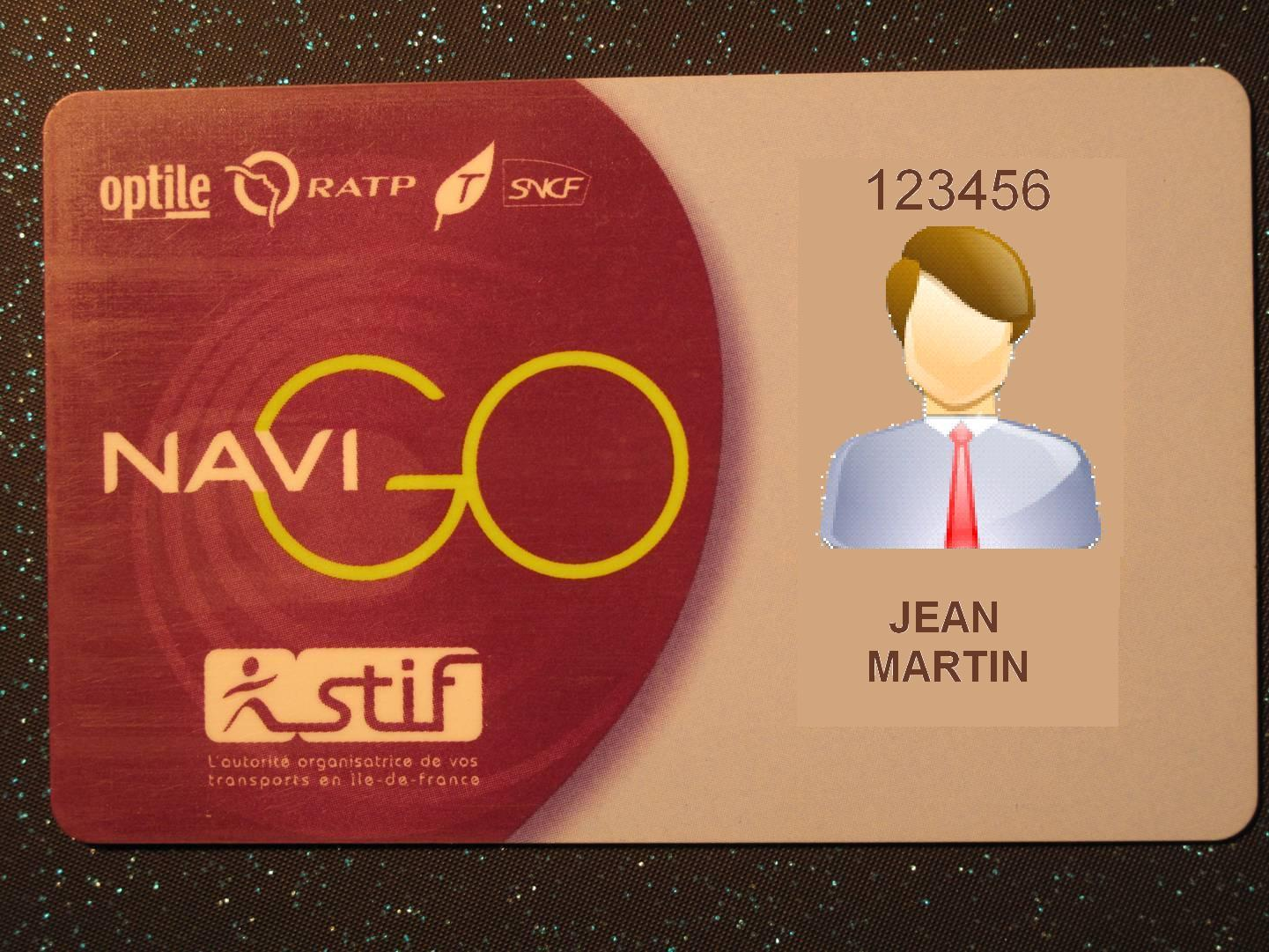
Design originel du verso du Pass Navigo (2001 à 2013).

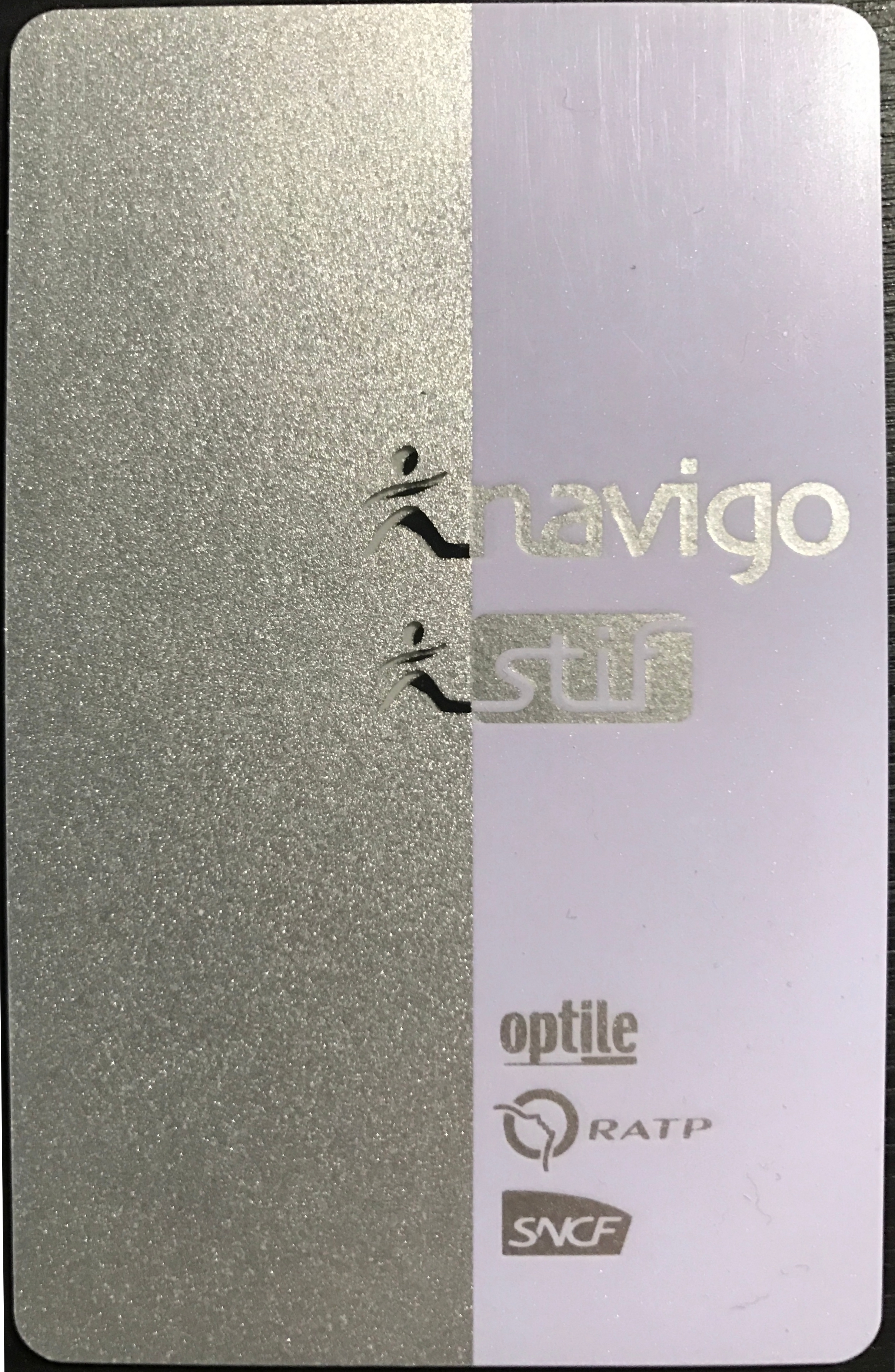
Second design du Pass Navigo (2013 à 2018).

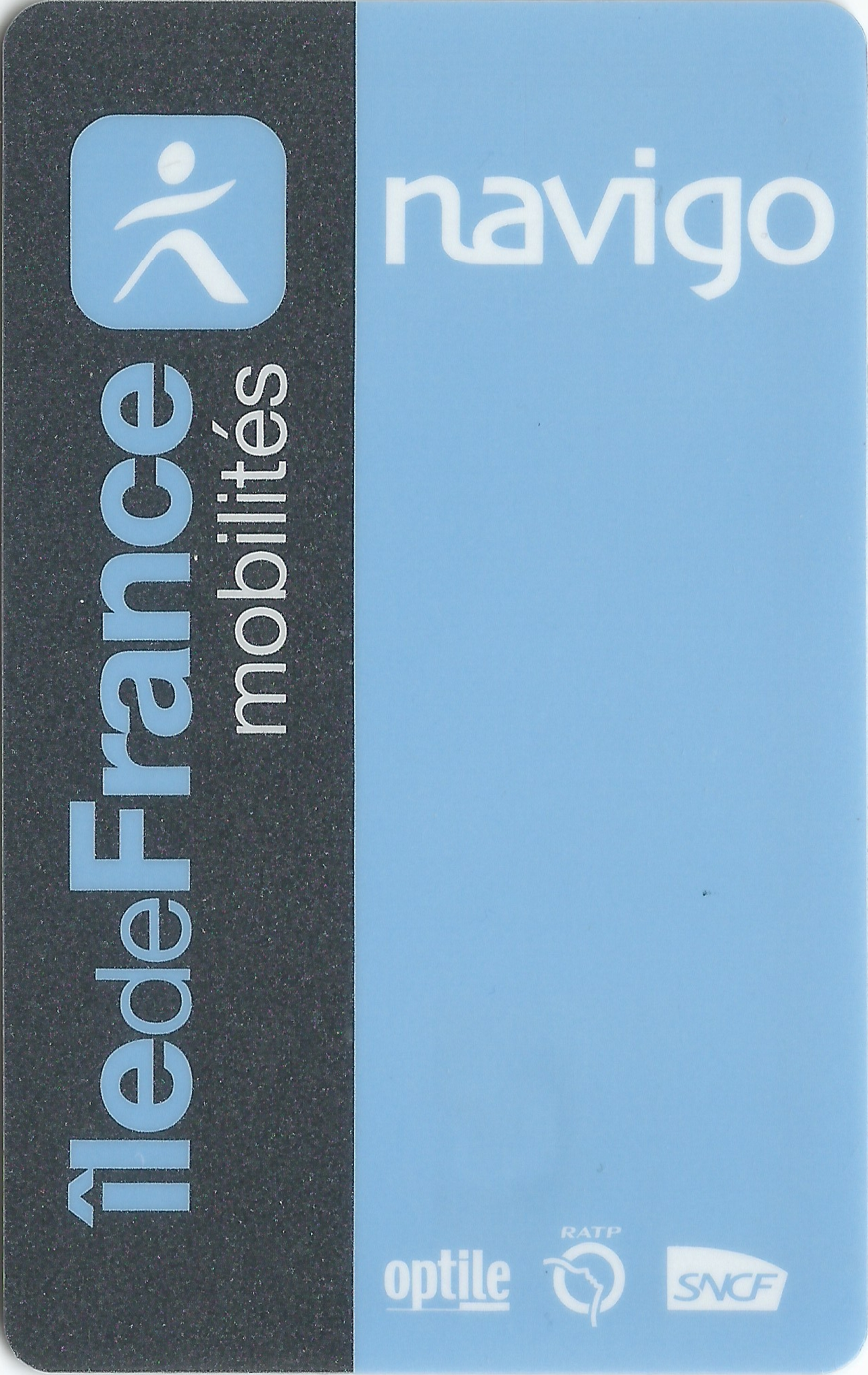
Troisième et actuel design du Pass Navigo (depuis 2018).

Le déploiement de la carte Navigo, doté d'une carte à puce sans contact, s'est effectuée progressivement de 2001 à 2009, avec chaque année sa mise en place sur un nouveau type de support.
Les premiers usagers à avoir bénéficié d'une carte Navigo dotée d'une carte à puce RFID furent les porteurs de la Carte Intégrale à partir du 1er octobre 2001,.
Ils ont été suivis par les étudiants disposant de la carte Imagine'R en septembre 2002, puis en septembre 2003 par les abonnés Imagine'R scolaires.
En septembre 2004, une expérimentation de la carte Orange sur carte Navigo a été menée dans le 12e arrondissement de Paris et en décembre 2004, ce sont l'ensemble des Parisiens et habitants de proche banlieue abonnés à la carte Orange en zones 1 et 2, qui se voient proposer le passe-partout sans contact Navigo.
De début 2005 à janvier 2006, est mise en place la validation des cartes Navigo dans les bus et tramway de la RATP, progressivement équipés de valideurs sans contact.
En 2006, la distribution de coupons magnétiques aux usagers possédant un titre de transport Navigo cesse et le 20 mai 2006, tous les Franciliens, quelles que soient leurs zones, peuvent obtenir un abonnement carte Orange sous forme de carte Navigo.
En juillet 2007, la carte Navigo devient compatible avec le système de location de vélo de la ville de Paris, Vélib'.
Le 1er septembre 2007, le STIF introduit la carte Navigo Découverte nominative, permettant à tous les résidents franciliens, de continuer à se déplacer dans toute la région, en remplaçant à son tour la version alors existante de la carte Orange, délivrée directement aux guichets.
Début 2008, l'abonnement Carte Solidarité Transports (Carte Orange à tarif réduit pour les personnes à faibles revenus) est le dernier à être transféré sur carte Navigo.
En mai 2008, Thalys en association avec le STIF et Transilien SNCF lance une expérimentation permettant aux voyageurs de tester le voyage sans billet physique (appelé « ticketless ») en Thalys jusqu'à Bruxelles, Amsterdam ou Cologne avec leur carte Navigo. Le voyageur peut ainsi voyager sur l'ensemble du réseau Thalys et du réseau de transports d'Île-de-France avec une carte Navigo comme unique support des billets de chaque réseau.
Au printemps 2008, les utilisateurs de carte Orange sont incités de multiples façons à demander une carte Navigo : annonces sonores dans les stations, baisse du nombre de portillons d'accès acceptant les coupons, points de vente de ces derniers de plus en plus rares, incitation verbale par des agents de la RATP.
Le 2 octobre 2008, le STIF revendique un taux de 75 % d'utilisation de Navigo. En janvier 2009, 93 % des abonnés mensuels du réseau Transilien étaient déjà passés à la carte Navigo et 96 % à la RATP, avec seulement 31 000 irréductibles, sur 2,4 millions d'abonnés mensuels du métro et de Transilien. L'interruption de la vente de carte Orange intervient le 1er février 2009 ; la carte Orange aura donc vécu 34 ans et l'appellation carte Orange disparaît définitivement en mars 2010, tandis que les forfaits journaliers Mobilis et Paris Visite demeurent sur billetterie magnétique.
En septembre 2009, la recharge de la carte Navigo sur Internet est rendue possible à l'aide d'un lecteur de carte Navigo branché sur un port USB d'ordinateur, la SNCF et la RATP ayant chacune développé leur propre lecteur selon un même principe.
Le 9 décembre 2013, la carte Navigo est redessinée à titre gracieux par Philippe Starck, mi-parme mi-argent, et devient compatible avec la technologie de communication sans fil à courte portée et haute fréquence dite communication en champ proche (Near Field Communication ou NFC),. Il pourra ainsi être rechargé au moyen d'un téléphone portable NFC. Vers 2018, la carte Navigo devient bleu clair selon la charte graphique d'Île-de-France Mobilités.
En 2014, le passe Navigo prend le nom de carte Navigo.
En septembre 2015, le zonage tarifaire est supprimé pour la carte Navigo. Tous les usagers payent le tarif de la carte zones 1-2, sauf les abonnés Imagin'R scolaires et les titulaires d'une carte Navigo 2 zones dont le tarif est inférieur à celui de la carte zones 1-2.
À partir du 1er janvier 2018, le forfait journée Mobilis devient le forfait Navigo Journée et peut désormais être chargé sur la carte Navigo.
Les 12 juin et 13 novembre 2019, respectivement, sont créées les cartes Navigo Easy, destinées à remplacer les tickets de métro en 2021, et Navigo Liberté+, également adaptée aux déplacements occasionnels et permettant d'assurer la correspondance gratuite entre le métro et les transports de surface.
Le 25 septembre 2019, après avoir été testé par plusieurs milliers d'usagers depuis juillet 2018, l'application Vianavigo autorise, le paiement de sa carte Navigo directement avec son téléphone mobile NFC, ce qui était déjà possible, pour la première fois en Europe, dès le 21 mai 2010 dans les tramways et bus de Nice (ces derniers l'autorisant également avec une carte bancaire sans contact),, ainsi que le chargement de forfaits Navigo et de tickets sur et avec son téléphone mobile, de même que la validation de l'accès aux modes de transports directement avec son téléphone NFC, comme c'était déjà le cas à Nice, mais aussi à Caen et Strasbourg depuis juin 2013,.

### Les statistiques d'adoption par les usagers

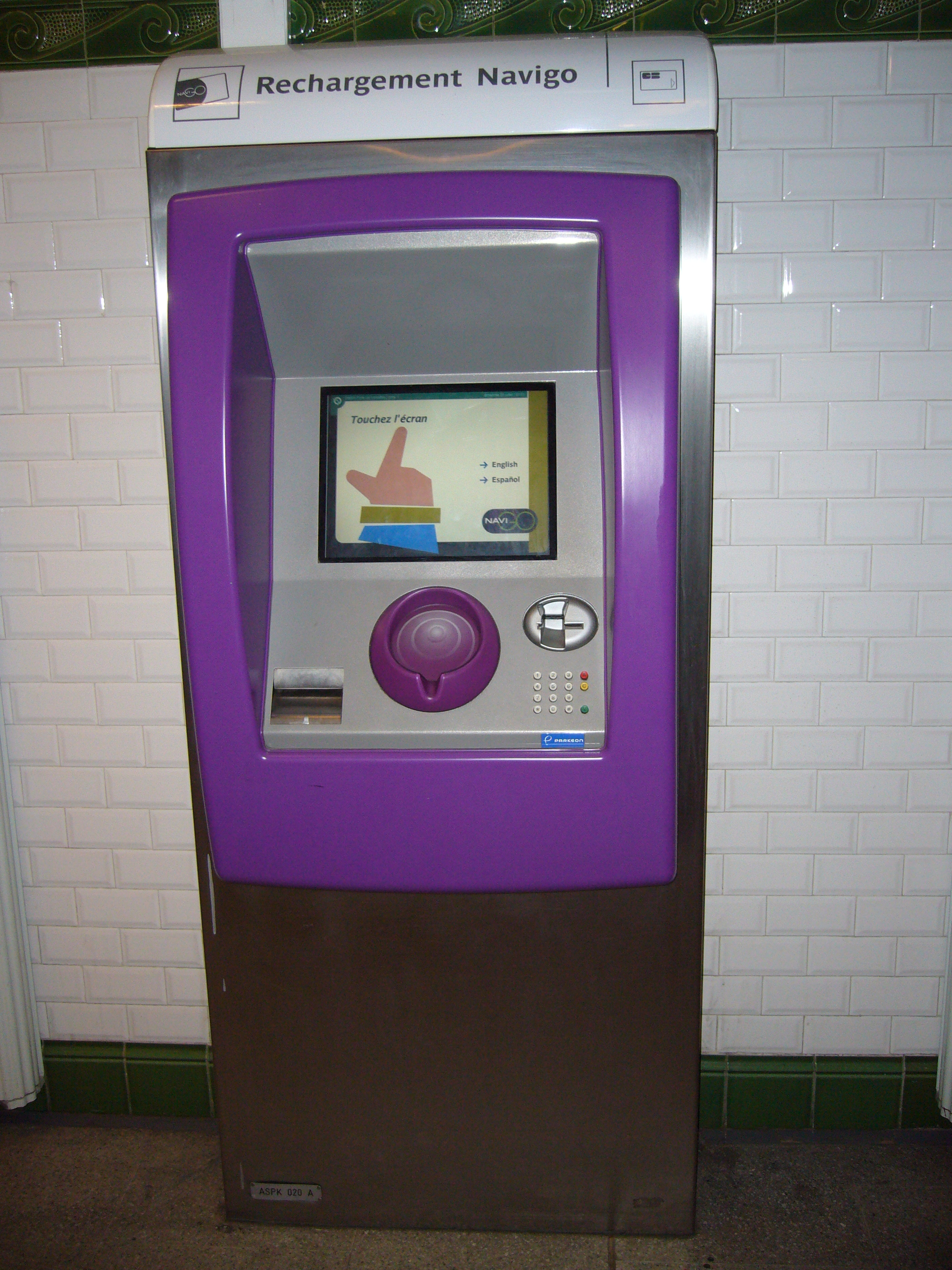
Automate RATP de rechargement des cartes Navigo.

Le tableau ci-dessous présente le nombre de cartes en circulation.
| Date              | Cartes Navigo | Cartes Navigo          | Cartes Navigo         | Cartes Navigo     | Cartes Navigo               |
| Date              | Total         | Carte Navigo classique | Forfait Navigo Annuel | Forfait Imagine'R | Cartes Découverte (anonyme) |
| ----------------- | ------------- | ---------------------- | --------------------- | ----------------- | --------------------------- |
| 11 juin 2006      | 1 583 000     | 154 500                | 686 500               | 742 000           | 0                           |
| 18 octobre 2006   | 1 812 500     | 271 000                | 704 500               | 837 000           | 0                           |
| 11 décembre 2006  | 1 838 200     | 375 700                | 715 000               | 747 500           | 0                           |
| 28 janvier 2007   | 1 927 500     | 465 000                | 715 000               | 747 500           | 0                           |
| 25 mars 2007      | 1 992 600     | 501 500                | 738 700               | 752 400           | 0                           |
| 20 mai 2007       | 2 050 100     | 559 000                | 738 700               | 752 400           | 0                           |
| 23 septembre 2007 | 2 191 200     | 693 000                | 750 150               | 745 500           | 2 550                       |
| 30 novembre 2007  | 2 400 000     | 870 000                | 775 000               | 755 000           | NC                          |
| 31 janvier 2008   | 2 609 000     | 1 057 000              | 794 000               | 758 000           | NC                          |
| 30 juin 2008      | 3 437 000     | 1 720 000              | 824 000               | 753 000           | 140 000                     |
| 31 janvier 2009   | 4 536 000     | 2 498 000              | 870 000               | 779 000           | 389 000                     |

Nota : Les cartes Navigo « classique » ou « découverte » des utilisateurs de forfaits mensuels (carte Orange) ne sont pas forcément chargées tous les mois. En juin 2007, près de 250 000 personnes ont chargé un forfait mensuel sur une carte Navigo ; cela équivaut ainsi à moins de la moitié des cartes émises.

## Types de cartes disponibles
Trois variantes de cartes Navigo sont disponibles en fonction, principalement, du type de forfait ou d'abonnement choisi par l'utilisateur.

### Navigo classique

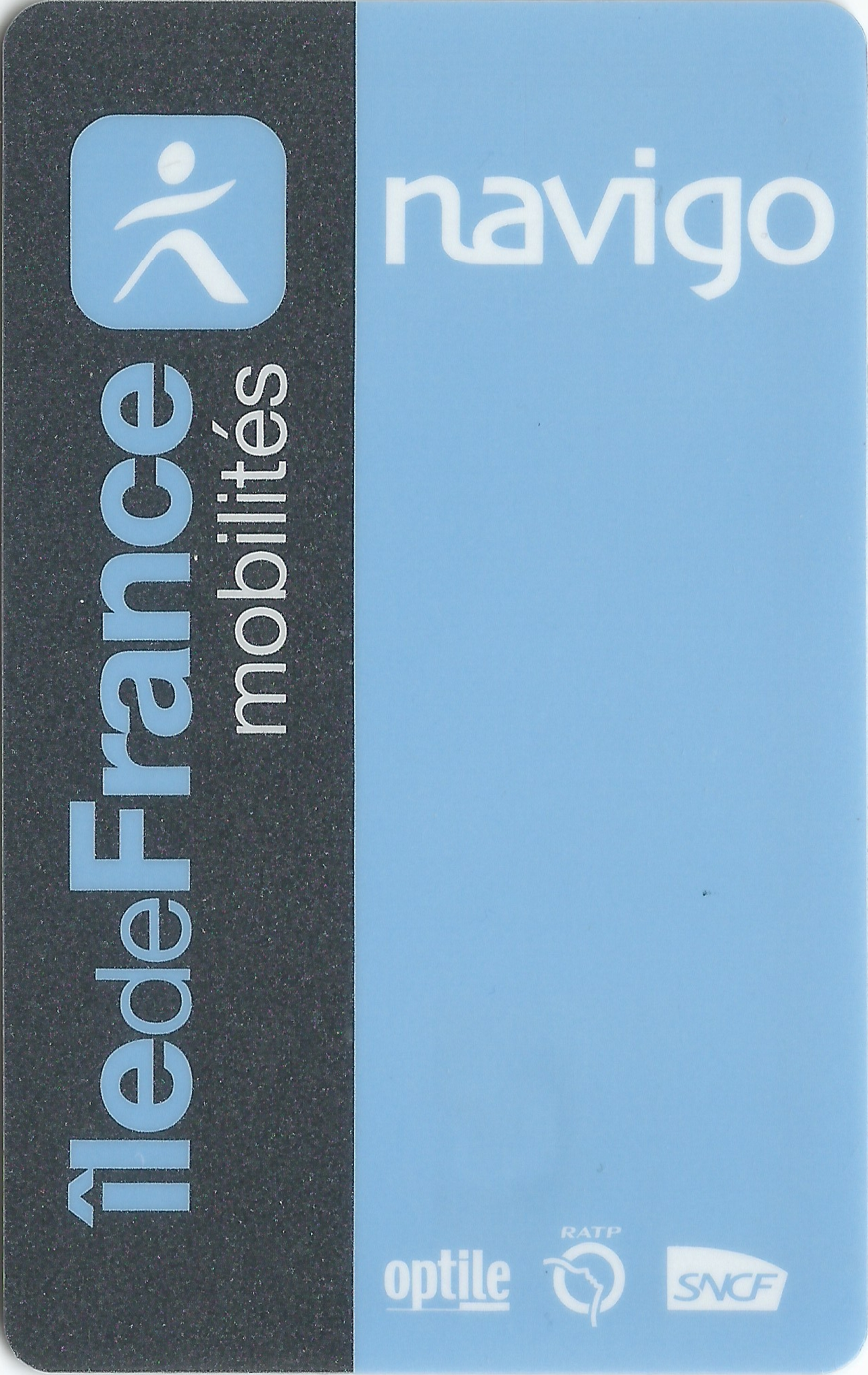
Verso d'une carte Navigo classique depuis 2018.

La carte Navigo classique est une carte sans contact gratuite, réservée aux personnes résidant ou travaillant en Île-de-France. Elle permet de charger des abonnements annuels, mensuels et hebdomadaires ou forfaits Liberté+ et journaliers et peut être retirée dans certaines gares ou envoyée à domicile après demande auprès d’un guichet, d’un commerçant agréé ou par Internet sur le site de la carte Navigo (voir la section Liens Externes de l'article). Cette carte est nominative et présente la photo de l'abonné. En cas de perte ou de vol, le forfait et la carte sont remplacés moyennant une franchise de 8 € (prix au 01/07/2008).
Depuis décembre 2013 et l'apparition des cartes Navigo de couleur argent et parme, les supports utilisés pour les forfaits Annuel (anciennement Carte Intégrale) et Imagine'R (abonnement annuel réservé aux jeunes et aux étudiants) se distinguent respectivement et uniquement par le « a » ou le « i » apposés au verso ; le passage à la charte graphique Île-de-France Mobilités en 2018 n'a pas changé ce principe. Auparavant, la mention « Intégrale » était présente sur la carte destinée à l'abonnement annuel et celle destinée au forfait Imagine'R un design spécifique avec des nuages, propre à la charte graphique de l'abonnement Imagine'R.

### Navigo Découverte (anonyme)

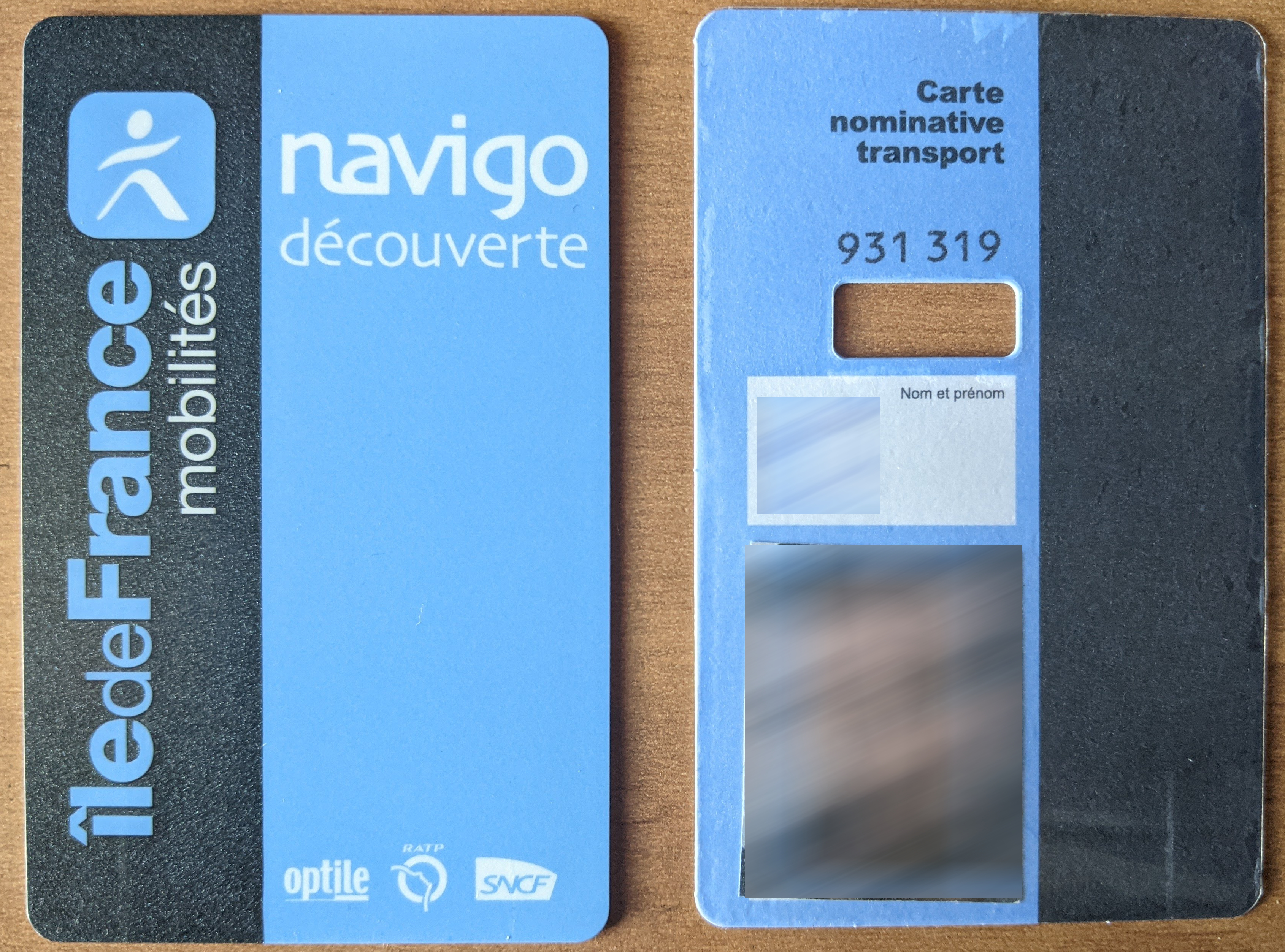
Carte Navigo Découverte accompagnée de sa carte nominative.

Introduit en septembre 2007, la carte Navigo Découverte est une carte Navigo accessible à tous les voyageurs, franciliens ou non, créé à la suite de la demande de la Commission nationale de l'informatique et des libertés (CNIL) d'une version anonyme de la carte Navigo, conformément au principe selon lequel « Aller et venir librement, anonymement, est l’une des libertés fondamentales dans nos démocraties ». Néanmoins, la carte Orange n'ayant été supprimée que le 1er février 2009, le syndicat des transports d'Île-de-France n'a finalement jamais porté atteinte à la liberté des franciliens de choisir une carte à déplacements anonymes.
Cette carte permet de charger les mêmes forfaits que la carte Navigo classique. D'une durée de vie annoncée de dix ans, la carte Navigo Découverte est en vente dans tous les guichets d'Île-de-France au prix de 5 € (prix au 31/10/2021). Disponible sans formalités, elle est fournie avec :
- une « carte nominative » cartonnée où le voyageur indique lui-même son nom, son prénom et colle sa photo d’identité ;
- la carte à puce Navigo anonyme ;
- un étui rigide.

Bien que cette carte soit anonyme, il est demandé à l'utilisateur d'indiquer, comme pour la carte Orange, ses nom et prénom et d'apposer sa photo sur la « carte nominative » afin de pouvoir prouver l'appartenance de la carte. L'identification d'un usager lors des contrôles sur le réseau se fait visuellement en vérifiant que le numéro de la « carte nominative » est bien le même que celui de la carte à puce. En raison de l'étape manuelle que fait l'acheteur pour remplir sa carte, il n'y a pas de fichier électronique recensant les titulaires de cette carte. Il est donc impossible de vérifier informatiquement l'achat d'un forfait par une personne.
En cas de perte ou de vol, faute de pouvoir être rattachée à un détenteur légitime, la carte Navigo Découverte n'est ni remboursée, ni remplacée : une nouvelle carte et un nouvel abonnement doivent alors être rachetés. Il en va de même en cas de détérioration, défaillance technique du badge ou obsolescence, puisqu'il ne fonctionne qu'une dizaine d'années. La présentation de ticket de carte bancaire ou de relevé de compte ne sont pas acceptés comme justificatif d’achat, dans la mesure où la nature précise de l'achat n'y figure pas.

### Navigo Easy

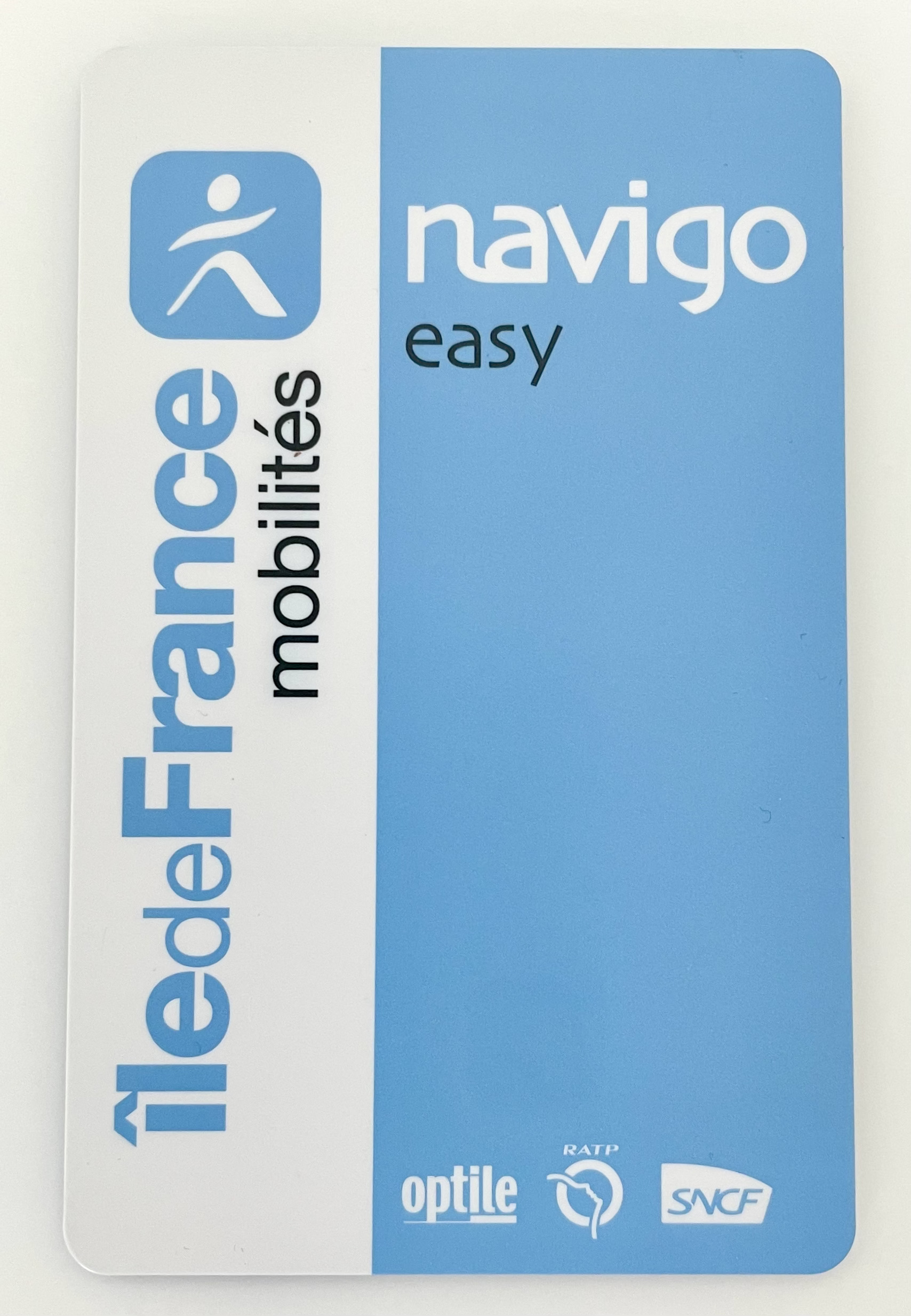
Carte Navigo Easy lancée en 2019.

Lancée le 12 juin 2019, après avoir été annoncé pour avril 2019 et testée par plusieurs milliers d'usagers (avec un taux de satisfaction de 88%),, la carte sans contact « Navigo Easy », vendue au prix de 2 euros, permet de charger et de stocker en même temps plusieurs titres de transports différents destinés à un usage occasionnel (tickets t+ à l'unité ou en carnet, Roissybus, Orlybus, forfait Navigo jour, forfait spécial nuit festive, etc.). N’étant pas nominative, elle peut être prêtée à un autre utilisateur. Cette carte a pour objectif de préparer la disparition du ticket magnétique, apparu en 1968 et généralisé en 1973, dont la vente devait cesser en 2020 et l'usage en 2021,. Son usage est voué à se généraliser à la suite de la future disparition des tickets de métro.

## Techniques et fonctionnement

### La technique de la carte Navigo en 2008

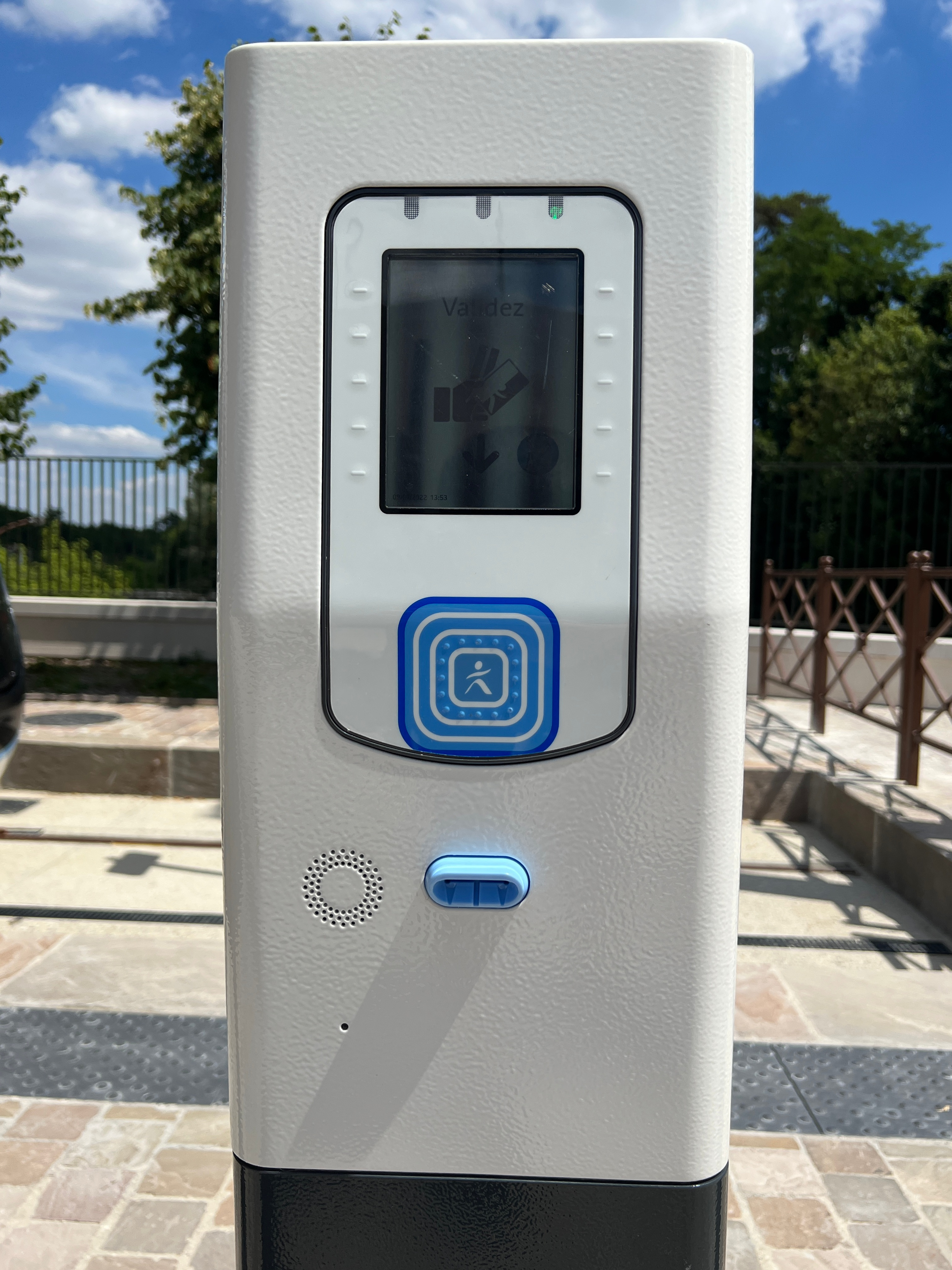
Une borne de validation Navigo sur un quai de la station Saint-Germain-en-Laye de la ligne T13.

La carte Navigo est une carte sans contact qui repose sur l’association de deux technologies :
- la carte à microprocesseur, déjà présente sur toutes les cartes bancaires françaises ;
- la transmission radio des données par radio-identification, ou plus précisément par communication en champ proche.

La carte Navigo comporte une puce qui contient toutes les informations relatives à l’abonnement, ainsi que ses informations relatives au porteur. Elle contient également une antenne qui communique avec le valideur.
Plusieurs bases de données sont utilisées pour stocker les informations de trajets des usagers, aussi appelées « données de validations » : les bases des transporteurs et la base d'Île-de-France Mobilités. Les bases de données des transporteurs servent à lutter contre les tentatives de contrefaçon. Sur ces bases, les numéros des passes Navigo (ou « numéro de carte ») sont effacés au bout de 48 heures maximum (8 semaines à Londres). La base de données d'IDFM est utilisée pour réaliser des études statistiques afin d’adapter l’offre de transport aux besoins des voyageurs. Sur cette base, les identifiants donnés par les transporteurs sont également effacés pour rendre impossible la recherche du numéro réel d’une carte. Pour plus de sécurité, les transporteurs sauvegardent leurs fichiers clients sur des bases de données distinctes. Ces fichiers clients mettent en relation les numéros de carte avec le nom et l'adresse des usagers.
La technologie utilisée pour Navigo porte le nom de Calypso. Il s'agit d'un standard de billetterie électronique développé dans le cadre du projet européen Calypso et qui regroupait à l'origine des opérateurs de transports italiens, portugais, belges et français. Il est conforme aux normes ISO/CEI 14443 A/B, ISO/CEI 7816 (en) 1-4 et CEN EN 1545.
Cependant, les brevets couvrant la technologie Calypso appartiennent à la RATP, à la SNCF et à Innovatron.
Une association à but non lucratif, Calypso Networks Association, regroupant clients de Calypso et industriels, a été créée. Cette association s'est donné pour but de protéger le standard d'un éventuel monopole industriel, de promouvoir la technologie auprès de l'ensemble des opérateurs de transports dans le monde et enfin de proposer un label de certification. La technologie est ainsi accessible via le biais de licences accordées aux opérateurs de transports ou aux industriels qui en font la demande à l'association.

### Dématérialisation sur téléphone mobile
Entre décembre 2006 et mars 2007, la RATP et la SNCF, en collaboration avec Bouygues Telecom, ont testé avec 43 utilisateurs le « M'Ticket », à l'aide d'un téléphone mobile muni d'une puce intégrant un composant NFC et fonctionnant comme une carte Navigo,.
En 2011, le Syndicat des transports d'Île-de-France se porte candidat auprès de la Caisse des dépôts à l'appel à projets sur le déploiement des services mobiles sans contact NFC, dans le cadre des investissements d'avenir.
Le 22 mai 2016, Valérie Pécresse, présidente de la région Île-de-France depuis 2015, annonce ses plans pour les transports en commun d'Île-de-France destinés à l'avènement d'une smart région à l'horizon 2021,.
À partir de juillet 2018, une solution de validation sans contact via les téléphones équipés de puces NFC a été testée par 1 500 personnes avec l'opérateur Orange en vue d'un nouveau développement d'une application Vianavigo par Île-de-France Mobilités dans un premier temps, puis par la RATP.
À compter du 8 avril 2019, 8 000 utilisateurs ont pu tester l'application développée par les sociétés Wizway Solutions, Worldline et Conduent, comme support de leur titre de transport, aussi bien tickets à l'unité que forfaits périodiques, sur certains modèles de smartphones Android, dont ceux de la gamme Samsung Galaxy ou Google Pixel (3 ou supérieur), Apple a en revanche longtemps refusé cette application sur iPhone, jusqu'à son activation en mai 2024.
La mise à disposition du grand public est intervenue le 25 septembre 2019,, en permettant, soit de charger la carte Navigo ou à terme tout autre titre de transport occasionnel sur un téléphone NFC avec la version Android 6.0 au minimum, soit de les charger et valider également avec un téléphone NFC Samsung Galaxy compatible (modèles A5 2017, A8, A70, A71, A80, S7, S7 Edge, S8/S8+, S9/S9+, S10/S10+/S10e, S20, Note 8, Note 9, Note 10/10+/10/10 Lite, Z Flip/Z-Flip 5G, Fold/Z-Fold, Note 20 Ultra ou Note 20 5G). La validation est possible même si le téléphone est éteint ou déchargé. Depuis le 1er décembre 2020, Orange et Sosh ne permettent plus néanmoins d'installer le service d'achat de titres dans leurs cartes SIM. À partir du 12 janvier 2021, Île-de-France Mobilités rend possible, via la mise à jour de son application, le rechargement d'un forfait Navigo sur iPhone. La dématérialisation de la carte sur les appareils Apple interviendra ultérieurement.
Si l'on souhaite conserver sa carte Navigo physique, il suffit après paiement sur le téléphone mobile de passer sa carte sur celui-ci pour la recharger, le téléphone faisant office d'automate de rechargement. Mais un abonnement, y compris annuel avec prélèvement automatique, ne peut être transféré sur mobile avant la date de son renouvellement.
À terme, l'usage des téléphones mobiles comme support des tickets et des cartes devait contribuer également à remplacer les tickets à l'unité, voués à disparaître.
À partir du 17 octobre 2022, il devient possible d'utiliser n'importe quel smartphone sous Android en version 8 au minimum en guise de carte Navigo, à condition de télécharger l'application complémentaire Mes tickets Navigo qui est un add-on à l'application Île-de-France Mobilités. La plupart des tickets et forfaits sont ainsi dématérialisables, sauf les forfaits annuels et Imagine'R car Île-de-France Mobilités a « fait le choix de privilégier les titres de transport qui nécessitent d'être achetés ou rechargés fréquemment » ; le système ne permet pas de choisir d'utiliser au choix la carte ou le smartphone, l'usager ne peut utiliser qu'un seul des deux supports.
Le 21 mai 2024, il est rendu possible de voyager avec son iPhone sur le réseau Île-de-France Mobilités avec l'application Cartes d'Apple pour les tickets T+ (unitaire et en carnet), tickets pour Orlybus et Roissybus ainsi que les Navigo Jour. Pour les abonnements hebdomadaires, mensuels et Navigo Jeunes Week-end, ils doivent être achetés sur l'application d'île-de-France Mobilités.

### Complément de parcours
Du 1er janvier 2013 au 31 décembre 2017, les voyageurs possédant une carte Navigo sur laquelle était enregistré un forfait Navigo Mois, Navigo Semaine ou Navigo Annuel, Solidarité Transport Semaine ou Mois, Imagine R ou Améthyste pouvaient acquérir un titre dit « complément de parcours ». Il permettait, sur les parcours ferrés (RER RATP, SNCF Transilien) hors des zones de validité du forfait souscrit, de ne payer que le complément correspondant à la part du trajet effectué en dehors de ces zones. Le complément de parcours acheté était chargé directement sur la carte avant d'être validé lors du premier passage au valideur.
Le complément de parcours était un billet à usage immédiat ayant la priorité, dès la première validation, sur les autres titres chargés sur la carte Navigo. Il devait être validé dans un délai de trois heures à partir de son achat et était utilisable pendant trois heures à partir de sa première validation. Il n'était possible d'acheter qu'un seul complément de parcours à la fois pour un parcours simple. Il n'existait pas de titre aller-retour, ni de carnet.
Ce titre n'était pas valable sur le réseau bus, y compris Noctilien, ni sur le réseau Tramway.
Il était vendu au plein tarif ou à tarif réduit (50 % de réduction pour les bénéficiaires de la réduction Solidarité transport) aux guichets et automates des stations et gares RATP et SNCF Transilien, uniquement dans la gare d'origine du parcours à effectuer,.
Le 1er janvier 2018, ce titre a été supprimé. Les voyageurs qui l'utilisaient sont désormais invités à prendre un forfait Navigo Jour.

### Le fonctionnement pour l'usager
La radiotransmission des informations de l'abonnement de l'usager aux bornes de contrôle permet de gagner du temps et d'augmenter la fluidité de passage aux valideurs. Le passage est annoncé quatre fois plus rapide qu’avec un coupon magnétique. Il arrive cependant régulièrement que la détection du badge soit retardée.
Pour être validé, la carte doit être approchée des lecteurs. Son antenne permet d'effectuer cette opération même si la carte est enfermée dans un sac ou dans la poche d'un veston. En revanche, le fait de plier ou de tordre la carte la fragilise ou l'endommage ; il faut donc éviter de la mettre dans une poche de jean, par exemple.
La validation d'une carte est accompagnée selon la situation de trois sons signés Bernard Delage : un « ding » quand la carte est valide, un « gnion » lorsque la carte est valide mais que le forfait utilisé arrive bientôt à expiration et un « dong » quand la carte est refusée.
Des lecteurs sont présents sur les lignes de valideurs du métro et du RER ainsi que dans chaque bus et dans chaque tramway. Dans certaines stations, des valideurs sont réservés aux porteurs d'une carte Navigo. Ces valideurs, équipés de simples antennes sans pièce mobile, sont beaucoup plus simples et moins coûteux en entretien que les valideurs utilisés pour les tickets magnétiques, pour lesquels un lecteur magnétique à moteur est nécessaire. La généralisation de la technologie des badges sans contact devrait ainsi permettre à l'exploitant d'appréciables économies sur l'entretien des valideurs.
Les cartes peuvent être rechargées aux guichets des transporteurs, sur les automates points de vente, ainsi que sur les automates destinés à Navigo en déploiement depuis 2005. Environ 1 500 commerces de proximité possèdent aussi des lecteurs pour recharger les cartes. Certaines banques proposent également de recharger la carte Navigo sur leurs distributeurs automatiques de billets.
En cas de contrôle de validité par les équipes volantes de contrôle, il suffit de présenter sa carte à proximité de la partie supérieure du lecteur portatif (souvent une cible violine pour la RATP et Optile) et sous lecteur pour les PDA Accelio de la SNCF (lequel est utilisé aussi sur le réseau national pour les titres de transports dématérialisés et pour beaucoup d'autres applications), lequel indiquera les zones, la période de validité de l'abonnement, les trois dernières validations ou opérations effectuées sur la carte et depuis 2008, la présence du Droit Solidarité Transports (CST) ou du Forfait Gratuité Transport.
Concernant la confidentialité des déplacements, la Commission nationale de l'informatique et des libertés (CNIL) a préconisé « notamment que les données relatives aux déplacements des personnes ne soient utilisées sous une forme permettant d’identifier les usagers que dans le cadre de la lutte contre la fraude et seulement pendant le temps nécessaire à la détection de la fraude, ce délai ne devant pas excéder deux jours consécutifs. » En conséquence, les transporteurs conservent les données de transaction moins de deux jours.

Photographies de différents types de valideurs
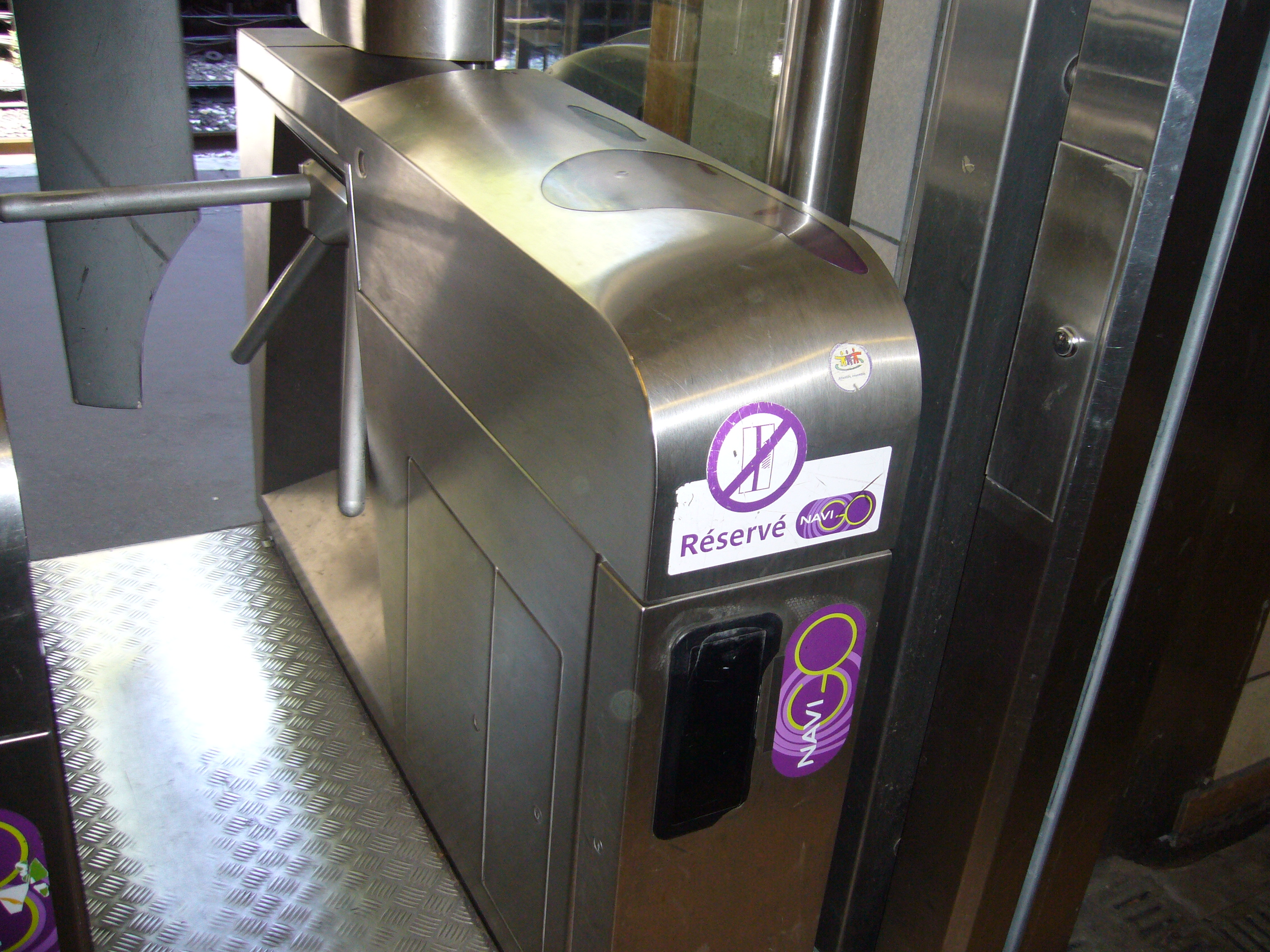
Portillon d'accès réservé aux porteurs d'une carte Navigo à l'entrée des stations de métro et des gares du RER.
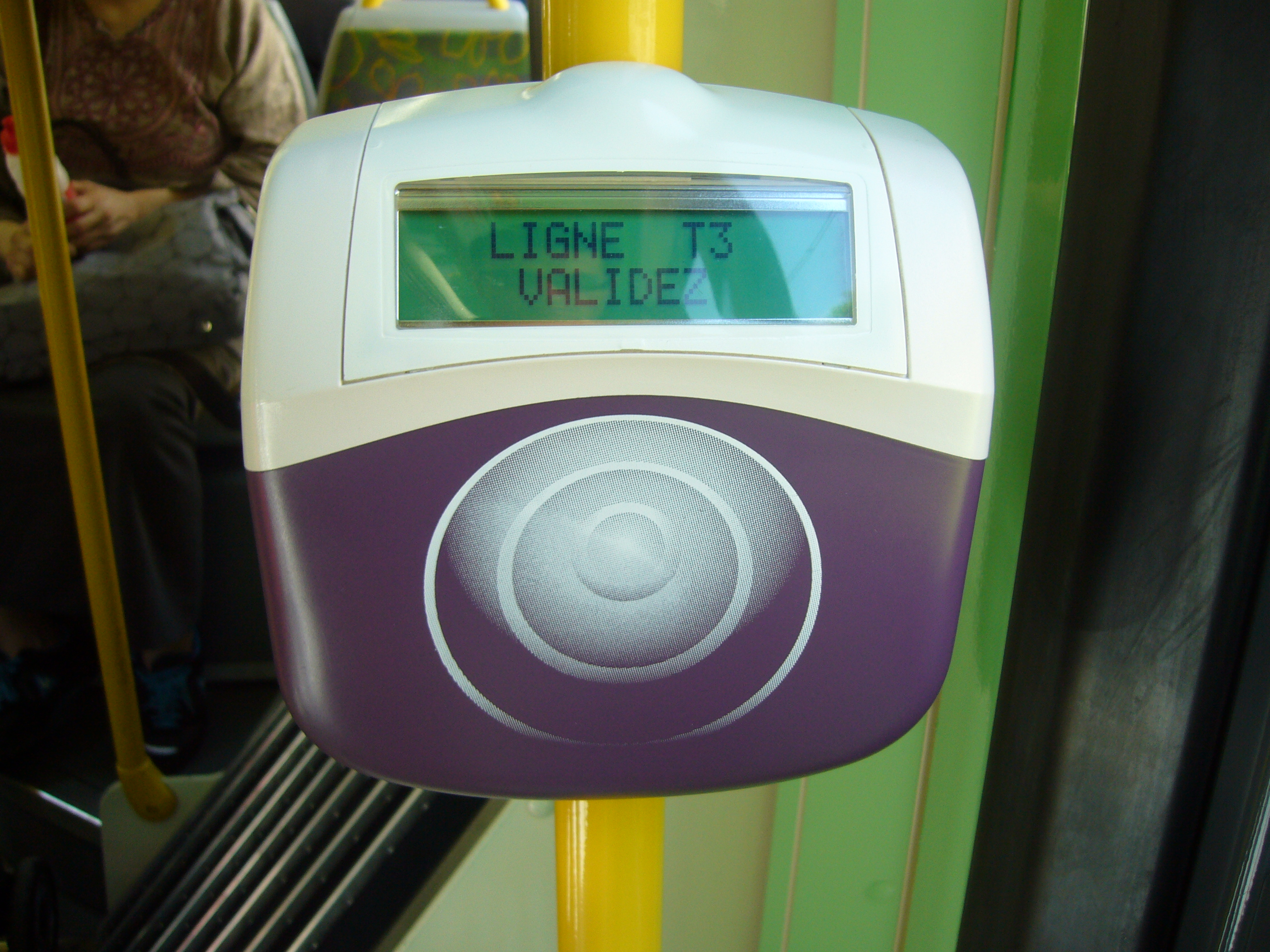
Valideur présent dans les bus et tramways du réseau RATP.
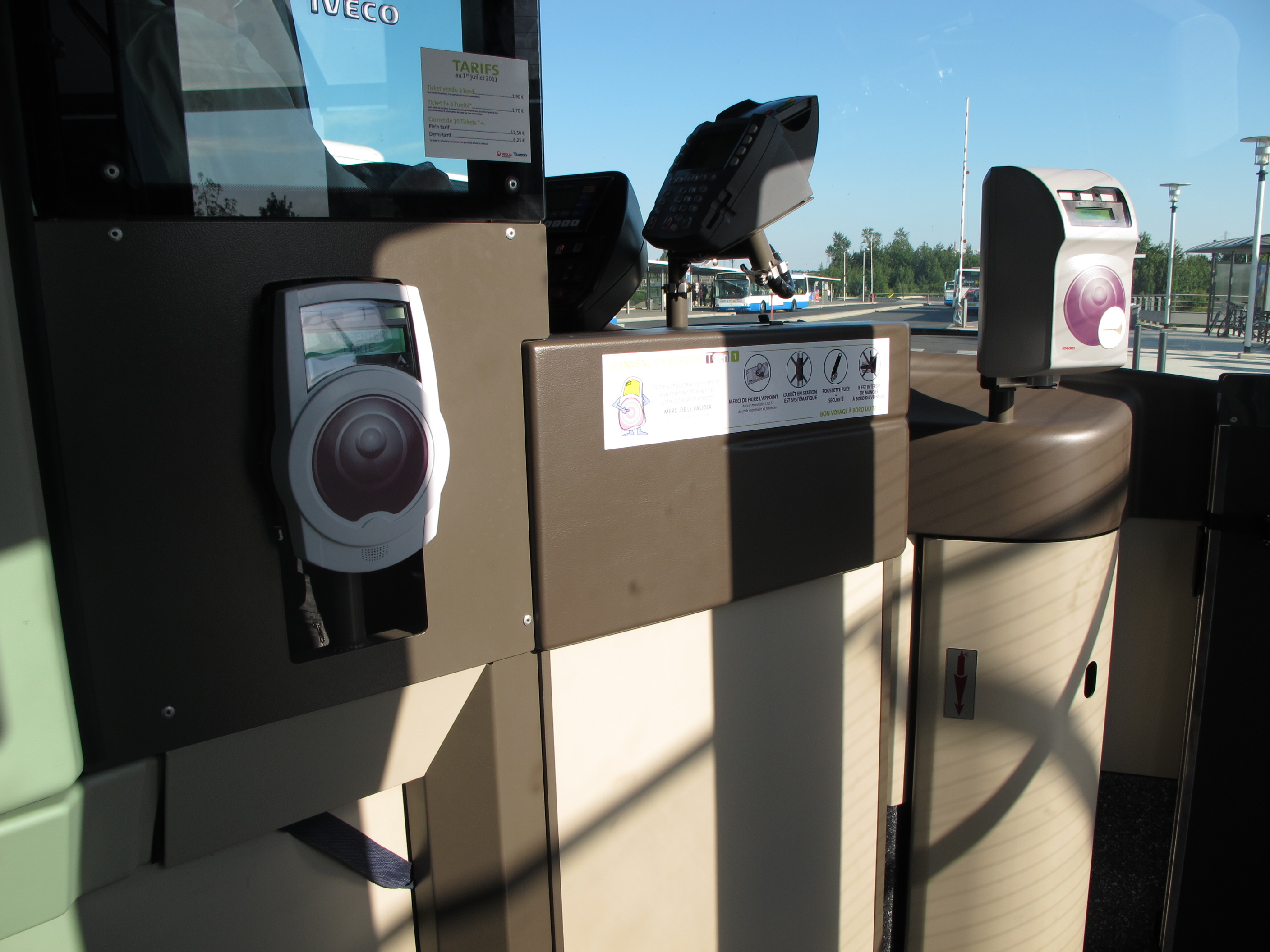
Validateurs pour cartes Navigo (à gauche) et pour tickets carton (à droite) présents dans les bus et les tramways. Le modèle destiné aux cartes Navigo est différent en dehors du réseau RATP.
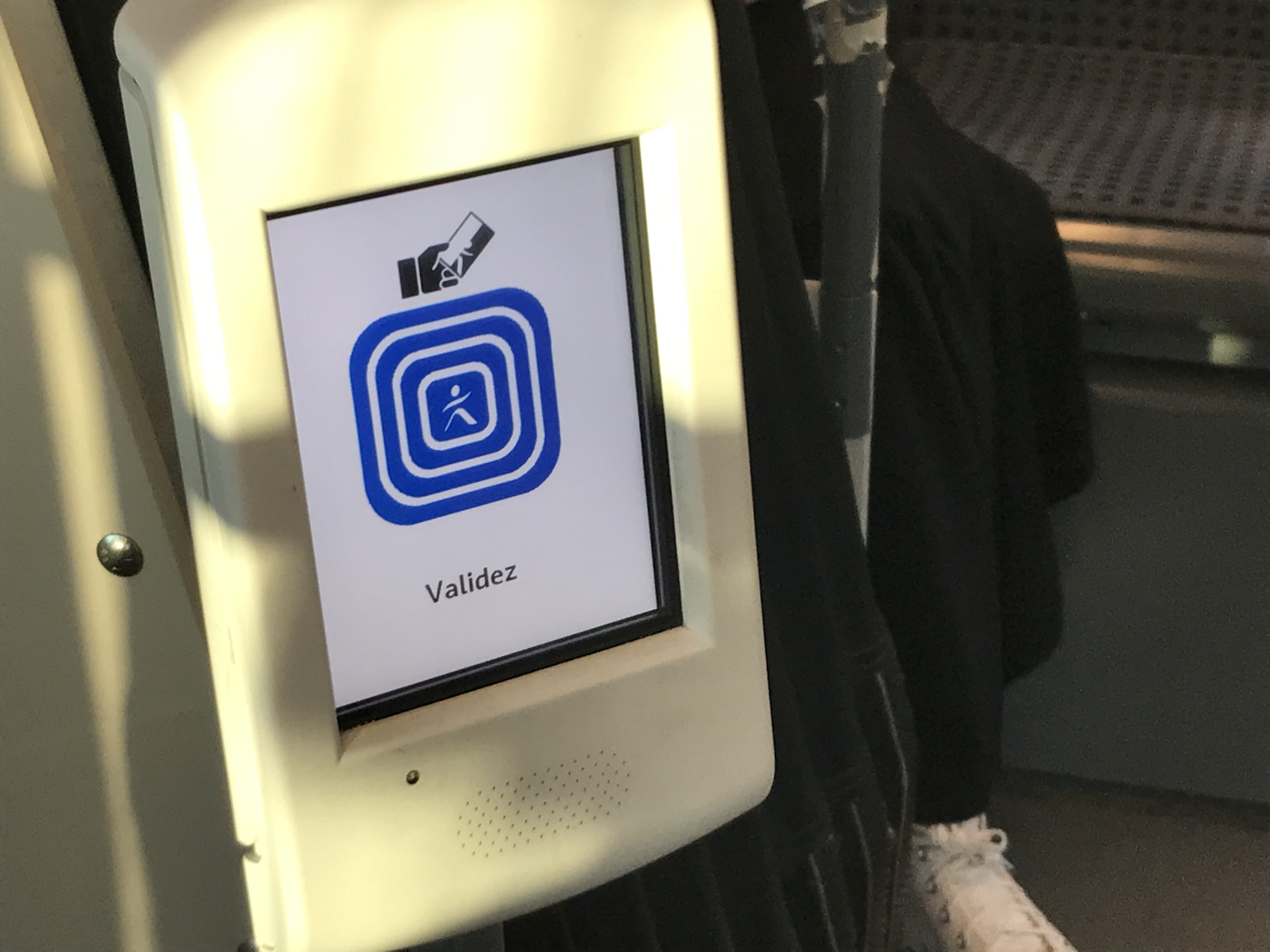
Valideur Navigo présent dans les tram-trains Alstom Citadis Dualis.
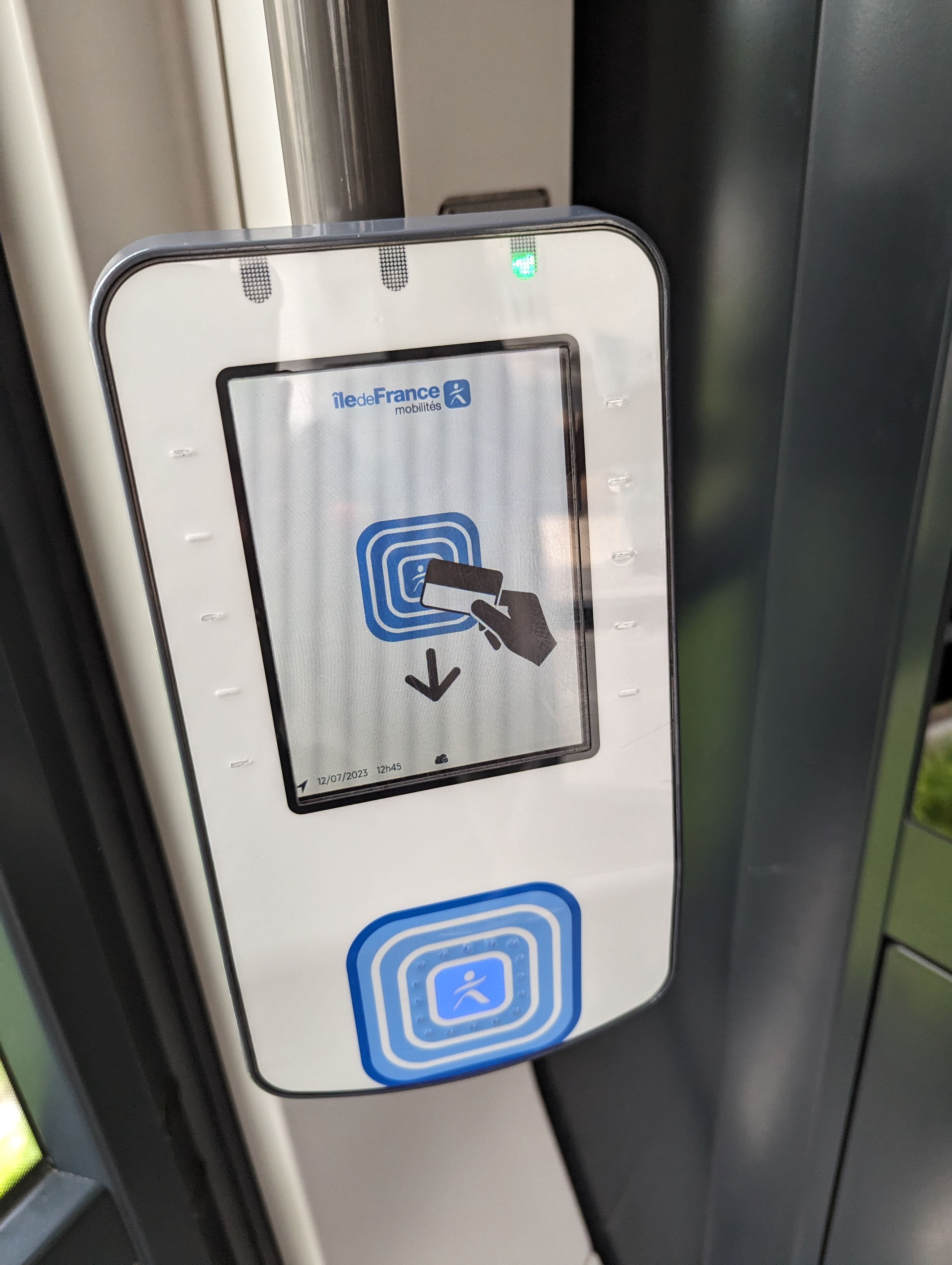
Valideur Navigo déployé progressivement sur les lignes franciliennes en 2023.

### Gestion financière
La gestion financière des titres de transports Navigo en région Île-de-France est assurée par Comutitres, un groupement d'intérêt économique, pour le compte de la Régie autonome des transports parisiens (RATP), de la Société nationale des chemins de fer français (SNCF) et des membres de l'Organisation professionnelle des transports d'Île-de-France (Optile). Le groupement intervient pour le compte d'Île-de-France Mobilités (ex-STIF) et des conseils départementaux ainsi que des institutions et entreprises prennant en charge tout ou partie des forfaits de transport.

## Règles d'utilisation et signalisation
La validation de la carte Navigo est obligatoire lors de l'emprunt d'un moyen de transport pour plusieurs raisons :
- elle permet de connaître la fréquentation d'une ligne ou d'un arrêt associé à un horodatage et donc d'ajuster l'offre de transport en fonction de la fréquentation (la carte ne communique aucune donnée personnelle mais vérifie la validité de l'abonnement durant cette opération) ;
- dans certaines compagnies de transport franciliennes, la validation permet d'obtenir des recettes supplémentaires vis-à-vis du Syndicat des transports d'Île-de-France ;
- valider sa carte permet de montrer, en entrant dans le moyen de transport, que l'on accepte de se soumettre à des règles, donc au paiement du prix, et de passer les portillons d'accès dans le cas des transports ferrés équipés de tels portillons ;
- valider sa carte permet donc aussi de vérifier que l'on est bien en règle, que son abonnement est donc bien payé (cas du prélèvement) ;
- la validation permet de mettre en évidence les cartes volées ou perdues et donc de les rendre invalides sur le réseau.

Pour limiter la fraude, des restrictions techniques ont été mises en place afin de rendre la validation impossible :
- plus d'une fois aussitôt après une première validation ;
- une fois franchi le début de la zone sous contrôle (cependant, à la RATP, il est possible de valider sa carte autant de fois qu'on veut pour sortir de la zone sous contrôle RER).

Les bus RATP et tramways RATP font office de cas particulier car une seconde validation ne provoque pas l'émission de bip, mais laisse apparaître les dates de fin des droits de l'abonnement.
Il n'est possible de valider que 7 minutes 30 secondes après une validation sur un groupe de lecteurs (généralement même station), les machines fonctionnant avec cette tranche de durée.
Dans les stations de métro et du RER, les bornes de validation sont reliées à des portillons d'accès limitant et gênant l'accès des fraudeurs. Ils sont positionnés de façon que les couloirs de correspondance soient dans la zone sous contrôle. Ainsi, la plupart du temps, le voyageur n'a pas à représenter son titre de transport lors du changement de ligne. Dans le métro, le contrôle automatisé n'est effectué qu'à l'entrée du réseau, les sorties étant équipées de portillons anti-retour ; dans le RER, la validation doit souvent être effectuée à l'entrée et à la sortie du réseau.
Dans les bus, la validation se fait sur des bornes implantées près du conducteur à l'entrée du véhicule (à chaque porte, pour les bus articulés) sans dispositif physique contraignant. Une carte Navigo non validé ou non valable dans l'un de ces véhicules place le client en situation irrégulière.

## Extensions d'utilisation
À la suite de l'introduction du forfait Navigo annuel en octobre 2001, il avait été envisagé jusqu'en 2008 de coupler cette carte avec le porte-monnaie électronique Moneo, utilisé de 1999 à 2015 et devenu une carte sans contact en 2004, pour autoriser le paiement sans contact des titres de transports. Mais sauf la possibilité d'acheter ceux-ci chez les revendeurs agréés, également dotés de Moneo, cette proposition n'aboutit pas.

### Utilisation avec Vélib'

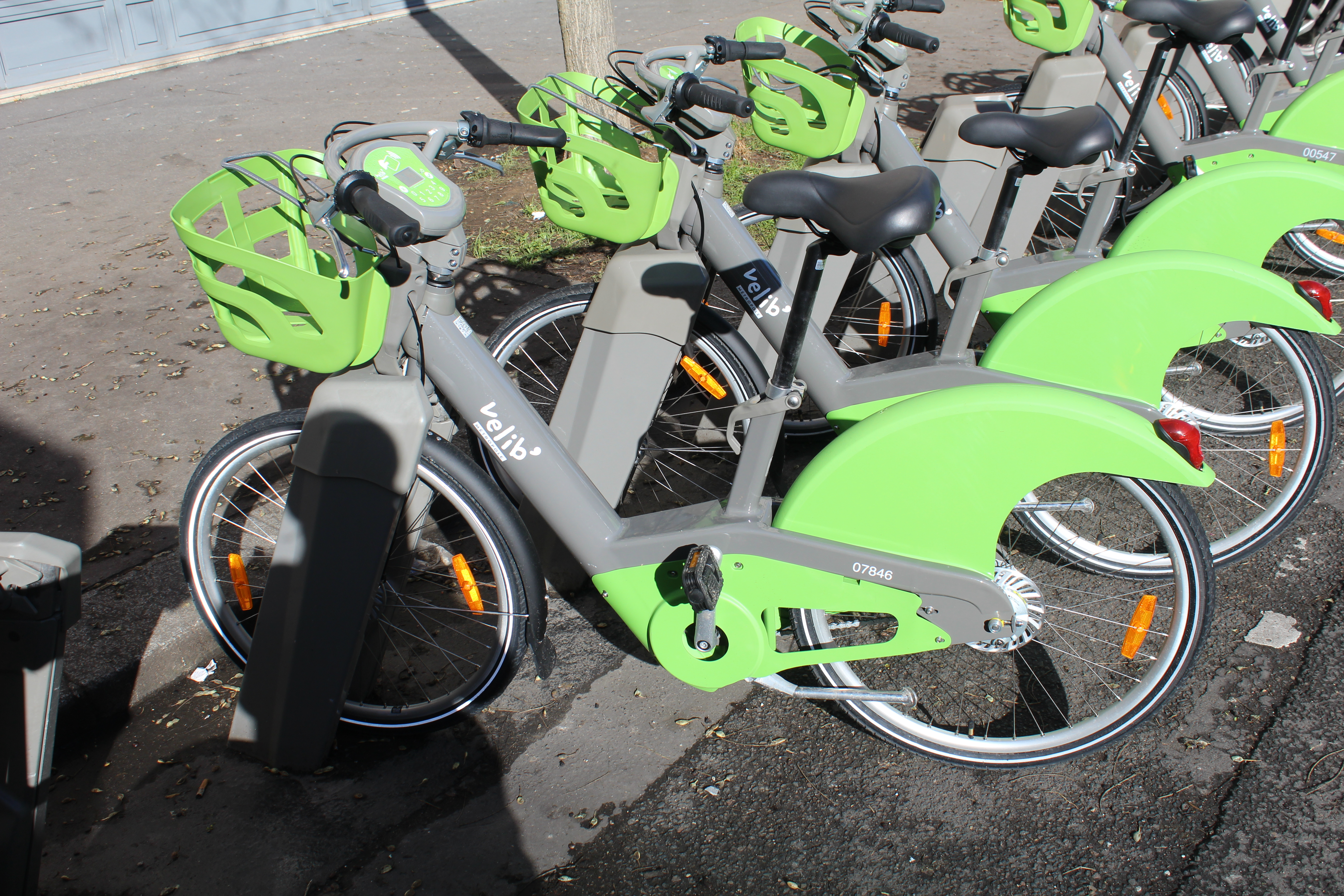
La carte Navigo est utilisable pour détacher directement les Velib' des points d'attache.

Depuis juillet 2007, l'ensemble des cartes Navigo peuvent être utilisées avec le système de location de vélos Vélib' :
- la carte Navigo peut servir de support pour les abonnements courte durée (1 ou 7 jours) : la présenter devant les lecteurs sur les bornes d'abonnement permet de l'associer à l'abonnement courte durée ;
- la carte peut également servir de support d'abonnement pour l'abonnement longue durée d'un an : il est alors demandé, lors de l'abonnement, de communiquer le numéro de carte à 10 caractères inscrit sur sa face arrière, côté puce (la lettre faisant partie de ce numéro de série en est exclue).

La carte Navigo peut ensuite être utilisé pour déverrouiller les vélos directement sur les points d'attache.
La seule information transmise par la carte Navigo lors des contacts avec le système Vélib' est son numéro. Vélib' n'a donc pas accès à la liste des abonnements disponible sur la carte ni aux informations (nom, adresse…) fournies lors de l'obtention de la carte. Vélib' identifie néanmoins l'acheteur grâce, soit à son dossier dans le cadre d'un abonnement longue durée, soit à son numéro de carte bancaire dans le cas d'un abonnement courte durée.

### Utilisation avec Thalys
Les cartes Navigo dans le cadre d'une expérimentation conjointe de Thalys, du STIF et de Transilien SNCF pouvaient être utilisés comme support des billets électroniques Thalys pour Bruxelles, Amsterdam ou Cologne mais ils ne font plus partie des possibilités du système Ticketless de Thalys.
Pour participer à l'expérience, les voyageurs devaient s'inscrire sur le site de Thalys. La phase de test a permis de vérifier la facilité d'utilisation du service et de la demande effective des voyageurs pour un tel service. Elle a également permis de recueillir les éventuelles suggestions d'amélioration des clients.

### Utilisation dans des lieux culturels
La région Île-de-France a mis en place, à compter du 10 janvier 2022 des partenariats avec plus de 300 lieux culturels de la région permettant aux près de quatre millions de détenteurs d'un abonnement en cours de validité sur carte Navigo classique (les cartes Easy et Découverte sont exclues) de bénéficier notamment de réductions tarifaires pour l'accès à des musées, des cinémas, des festivals ou des théâtres.

## Controverses sur le respect de la vie privée
Contrairement au coupon mensuel ou hebdomadaire de la carte Orange sur lequel les données sont inscrites par l'utilisateur, le système de la carte Navigo aboutit à stocker les données personnelles (nom, prénom, adresse, etc.) des utilisateurs sur les serveurs des entreprises de transport. Néanmoins, si la RATP se sert seulement de ces informations pour gérer le service, lutter plus efficacement contre la fraude, établir des duplicatas de carte Navigo en cas de perte ou de vol ou effectuer des analyses statistiques non nominatives pour améliorer le service, utilisations finalement validées par la CNIL dans ses décisions DF 2011-535 et DF 2012-724, des associations de défense du consommateur se sont inquiétées du respect de la vie privée, dès lors que les transporteurs peuvent établir, la traçabilité des déplacements des usagers réalisés avec cette carte, bien que ces informations soient effacées du serveur au fur et à mesure et que seuls les déplacements des dernières 48 heures soient connus. En 2001, la RATP s'était vue décerné un Big Brother Awards par l'association internationale de défense des citoyens Privacy International.
Au moment de son lancement, la Commission nationale de l'informatique et des libertés (CNIL) s'était ainsi inquiétée de la traçabilité des déplacements des citoyens utilisant la carte Navigo, dès lors qu'il était amenée à se substituer à la carte Orange. Après enquête menée en 2002, elle a fait part de ses inquiétudes le 16 septembre 2003. Dans son avis du 8 avril 2004, la CNIL a exigé du STIF qu'il mette en place une formule anonyme de la carte Navigo, rappelant « qu'il convenait de laisser aux usagers la possibilité d'utiliser un service de transport public de manière anonyme, sans qu'il en résulte un surcoût par rapport au choix d'un passe nominatif ».
Le STIF a créé à cet effet, le 1er septembre 2007, la carte Navigo Découverte, anonyme avant la suppression de la carte Orange le 1er février 2009 et notamment de sa version anonyme alors existante, délivrée directement aux guichets et destinée aux utilisateurs non franciliens et aux touristes étrangers, qu'il fallait bien remplacer également. La CNIL s'est réjouie de cette annonce mais a ajouté qu'elle « regrette la mise en service tardive et payante de ce passe Navigo anonyme », la fourniture de ce support spécifique étant en effet facturée (5 euros). En contrepartie, il a une durée de vie annoncée de dix ans et pour ce qui concerne les utilisateurs non résidents en Île-de-France, ceux-ci ne sauraient bénéficier du coût réduit de la carte normale, grâce à la contribution transport des employeurs franciliens.
Moins d'un an et demi plus tard, le 6 janvier 2009, un mois avant la suppression de la carte Orange et après des plaintes de consommateurs et des opérations de « testing » sur le terrain, la CNIL avait estimé que « l'exercice du droit des usagers à se déplacer anonymement n'[était] pas garanti » car « les conditions d'information et d'obtention du passe « Navigo découverte » [étaient] particulièrement médiocres, voire dissuasives (manque de sensibilisation du personnel concernant sa vente de ce passe, absence régulière de documentation commerciale et difficultés pratiques à l'obtenir au guichet) ».
Le nombre de nouvelles cartes Navigo Découverte avait toutefois doublé, passant de 20 000 à 40 000 par mois en décembre 2008, sur les 4 millions d'usagers d'une carte Navigo. À cette date, 400 000 voyageurs (10 %) avaient opté pour cette solution et, selon la RATP, les guichets avaient alors été fournis en un plus grand nombre de cartes de cette catégorie et des consignes avaient été transmises aux agents.
Il est désormais affiché comme les autres forfaits et en vente à tous les guichets et points de vente habituels de tickets de métro.